# Bhittanis
Els bhittannis són una tribu paixtú que viu a les FATA o ATAF (Àrees Tribals d'Administració Federal) de Pakistan; viuen a la zona que separa l'Àrea de Tank de la tribu dels Mahsud al Waziristan del Sud (els seus enemics hereditaris). Viuen principalment als districtes de Tank i de Lukki. La seva vila principal és Jandola i el territori és conegut com a Bhittani.
Sota domini britànic habitaven els districtes de Dera Ismail Khan i de Bannu (en els seus límits d'aquell moment) a la Província de la Frontera del Nord-oest. El seu territori era independent, excepte una part incorporada que depenia de l'Índia Britànica sota autoritat del subcomissionat de Dera Ismail Khan. El territori independent tenia 25 x 40 km i anava de Spinghar i Jandola a l'oest fins al pas de Bain a l'est, i de Gabarghar al nord fins Girni Sar al sud. En aquesta zona vivia una quarta part dels bhittanis i la resta vivia en territoris de sobirania britànica.